# Frederic Leighton
Frederic Leighton, Leighton első bárója (Scarborough, 1830. december 3. –‎ London, 1896. január 25.) angol festő és szobrász. Művei történelmi, bibliai és klasszikus ókori témával foglalkoztak. Legismertebb műve a Lángoló június (1895). Leighton a legrövidebb ideig fennálló nemesi cím viselője a történelemben: örökletes bárói címet kapott Viktória brit királynőtől, de másnap már el is hunyt.

## Élete
Scarborough-ban született, családja importtal és exporttal foglalkozott. Leighton a londoni University College School diákja volt, majd művészeti képzést kapott a kontinensen, mestere először Eduard Von Steinle, majd Giovanni Costa volt. Huszonnégy évesen Firenzében tanult a Accademia di Belle Artiban, ahol lefestette Cimabue Madonnájának körmenetét. 1855-től 1859-ig Párizsban élt, ahol találkozott Ingres-rel, Delacroix-val, Corot-val és Millet-vel.
1860-ban Londonba költözött, ahol megismerkedett a preraffaelitákkal. 1861-ben Robert Browning felkérésére megtervezte Elizabeth Barrett Browning síremlékét a firenzei Angol temetőben. 1864-ben a Királyi Akadémia tagja lett, majd 1878-ban az elnöke, egészen halála évéig. 1877-ben készült Pitonnal küzdő atléta nevű szobrát abban az időben a kortárs brit szobrászat reneszánsza – az úgynevezett új szobrászat – elindítójának tartották. 1878-ban kitüntették a francia Becsületrenddel. Leighton festményei képviselték Nagy-Britanniát az 1900-as párizsi világkiállításon.
1878-ban lovaggá ütötték és nyolc évvel később baroneti rangra emelték. Ő volt az első festő, aki főúri címet kapott, 1896. január 24-én örökletes bárói címet, egy nappal később azonban szívkoszorúér-görcsben elhunyt. Mivel nem volt házas és nem voltak gyermekei, a Leighton bárói cím halálával kihalt, miután mindössze egy napig létezett.
Leighton háza a londoni Holland Parkban ma a Leighton House Múzeumnak ad otthont. Itt látható több rajza és festménye, valamint néhány szobra, köztük a Pitonnal küzdő atléta is. A múzeum ezenkívül bemutatja több ihletőjét, köztük izniki kerámiagyűjteményét is. A múzeum egyik fő látványossága az Arab csarnok, amit tizedik számában a Cornucopia magazin is bemutatott.

## Válogatás műveiből
Brunelleschi halála (1852; olaj)

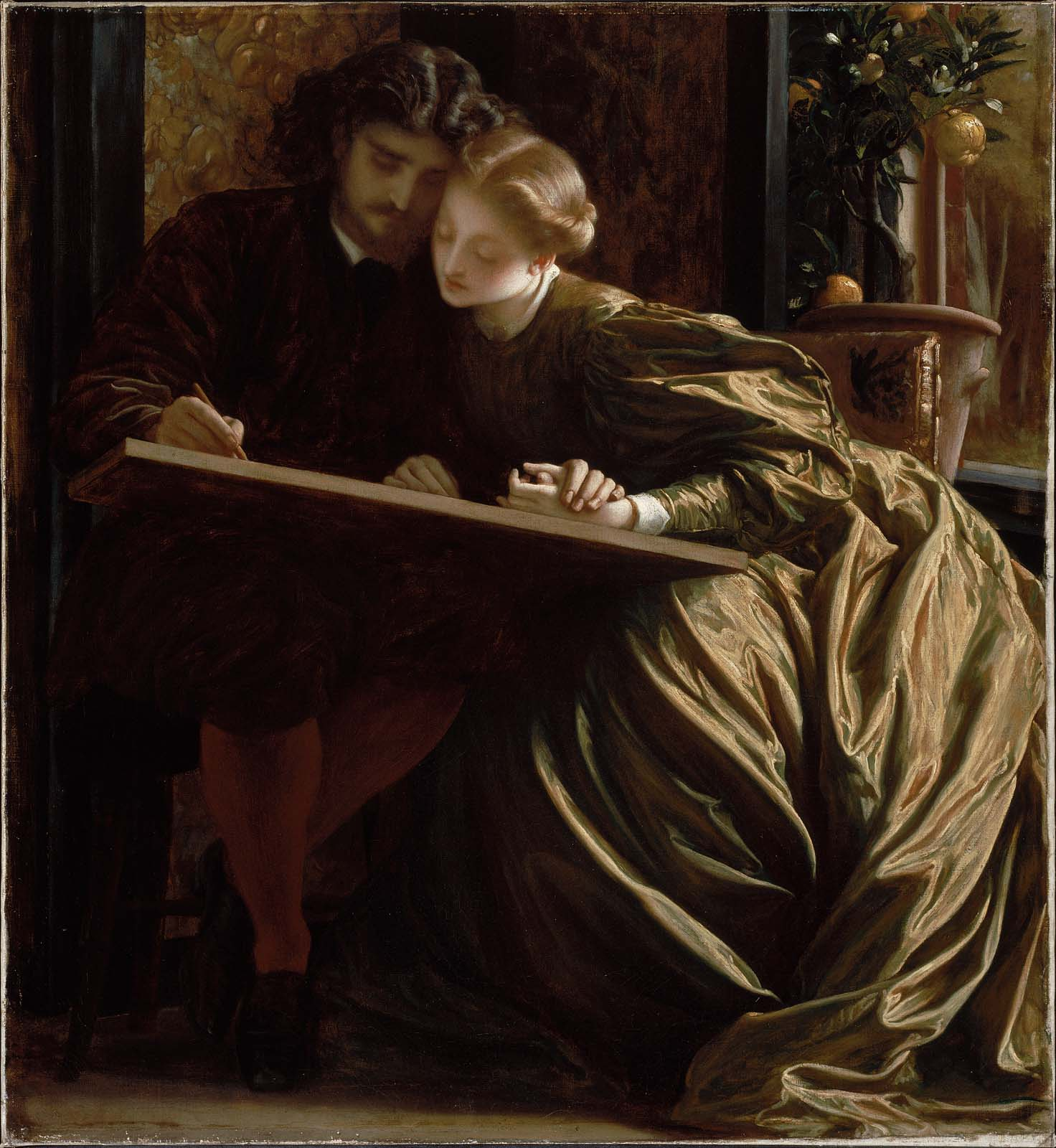
A festő mézeshetei (1864), Bostoni Szépművészeti Múzeum

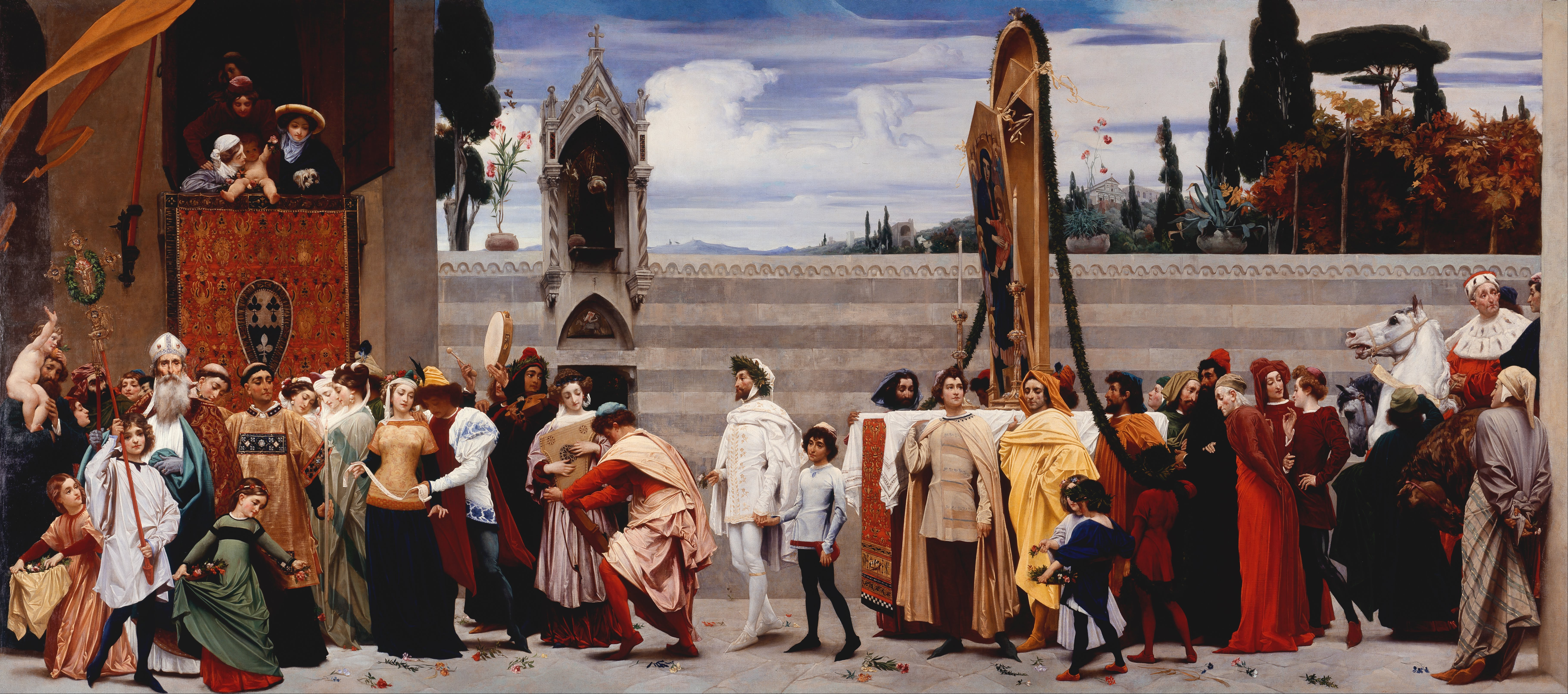
Cimabue Madonnájának körmenete Firenze utcáin, 1853–1855

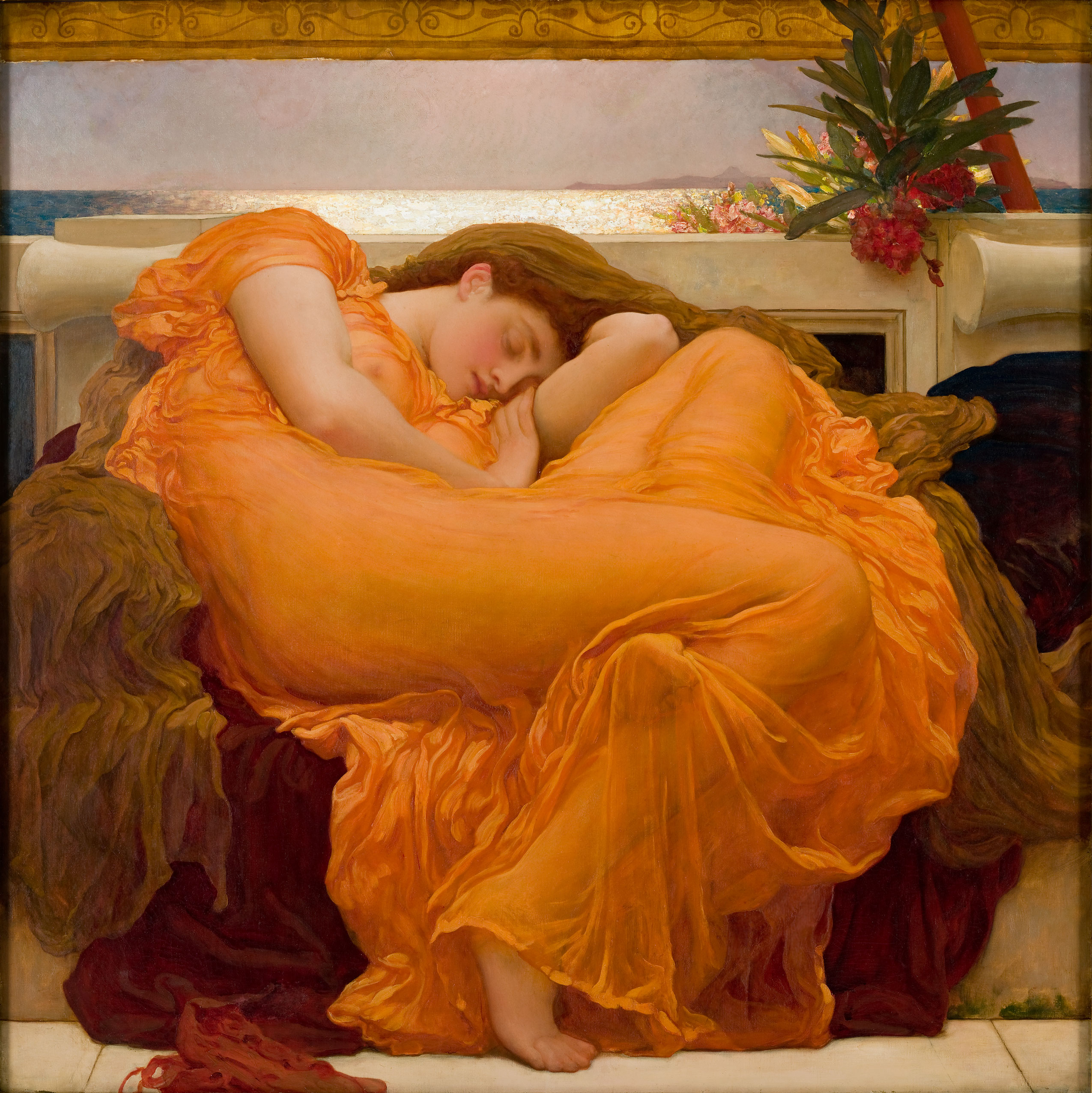
Lángoló június (1895), Museo de Arte de Ponce, Puerto Rico

- A halász és a szirén, (1856–1858 körül; 66.3×48.7 cm; magángyűjteményben)
- Cimabue Madonnájának körmenete Firenze utcáin (1853–55; olaj.[5] Leighton első nagyobb szabású műve. Mikor kiállították a Királyi Akadémián, Viktória királynőnek annyira megtetszett, hogy már a kiállítás első napján megvásárolta 600 guineáért.)
- Az élettelennek tűnő Júlia megtalálása (1858 körül)[6]
- A Villa Malta Rómában (1860-as évek; olaj)[7]
- A festő mézeshetei (1864 körül; 83.8×77.5 cm)
- Anya és gyermeke (1865 körül; 48.2×82 cm)
- Aktaía, a tengerpart nimfája (1868; olaj; 57.2×102.2 cm; Kanadai Nemzeti Galéria, Ottawa)[8]
- Daidalosz és Ikarosz (1869 körül; 138.2×106.5 cm)
- Herkules küzd a halállal Alkésztisz testéért (1869–71; 132.4×265.4 cm)
- Görög lányok kavicsokat szednek a tengerparton (1871; 84×129.5 cm)
- Teresina (1874 körül; Christchurch Art Gallery Te Puna o Waiwhetu, Christchurch, Új-Zéland)
- Daphnephoria (1874–76; olaj; Lady Lever Art Gallery)
- Zenelecke (1877 körül; 92.8×118.1 cm)
- Pitonnal küzdő atléta (1877; bronz[9])
- Pitonnal küzdő atléta (1888–91; fehér márvány; magángyűjtemény)
- Nauszikaa (1878 körül; 145×67 cm)
- Fonalgombolyítás (1878 körül; 100.3×161.3 cm)
- A hárem fénye 1880 körül; 152.4×83.8 cm)
- Idill (1880–81 körül)
- Házasság (1881–1882 körül; 145.4×81 cm)
- Emlékek (1883)
- Kimón és Iphigeneia (1884; olaj; Új-dél-walesi Művészeti Galéria)
- A fogoly Andromakhé (1888 körül; 197×406.5 cm; Manchester Városi Galéria)
- Pszükhé fürdője (1889–90 körül; 189.2×62.2 cm; Tate Galéria)
- A heszperidák kertje (1892 körül; 169×169 cm; Lady Lever Art Gallery)
- Lángoló június (1895; olaj; 120.6×120.6 cm; Museo de Arte de Ponce, Puerto Rico)
- Az okos és a balga szüzek példázata (freskó)[10]
- A karperec
- Phoebe (55.88×60.96 cm)
- Fürdőző
- A lusta
- Magány
- Mózes megtekinti az Ígéret földjét
- Héró utolsó virrasztása
- Leighton-freskók: Az ipar vívmányai a háborúban és Az ipar vívmányai békében
- Romola — George Eliot regénye, melyhez Leighton készített illusztrációkat

## Galéria
- Idill
- A fogoly Andromakhé
- Kimón és Iphigeneia
- Daphnephoria

- Daidalosz és Ikarosz
- A heszperidák kertje
- Magány
- Pitonnal küzdő atléta
- A halász és a szirén
- Héró utolsó virrasztása
- Mózes megtekinti az Ígéret földjét
- A festő mézeshetei
- Emlékek
- Pszükhé fürdője